# Pierre le Grand
Pierre le Grand (* in Dieppe) war ein französischer Pirat und angeblich der erste, der die Karibikinsel Tortuga vor Hispaniola (Haiti / Dominikanische Republik) als Basis wählte.
Im Jahre 1602 überfiel er von Tortuga aus mit einer kleinen Barke und nur achtundzwanzig Mann Besatzung an der Westspitze der Insel Hispaniola eine vollbeladene spanische Schatzgaleone, die von ihrem Konvoi abgekommen war und vom Vizeadmiral der spanischen Flotte persönlich kommandiert wurde. In einer tollkühnen Aktion ließ le Grand das eigene Schiff anbohren, bevor er den Enterangriff startete. So gab es für ihn und seine Leute nur die Alternative Siegen oder Untergehen. Die Spanier reagierten vollkommen perplex, als sie die Piraten plötzlich an Bord auftauchen sahen. Da die Barke inzwischen gesunken war, hielten sie die frechen Raubgesellen für vom Himmel gefallene Teufel mit übernatürlichen Kräften, gegen die man mit Aussicht auf Gewinn nicht ernsthaft kämpfen konnte. Einige Spanier riefen: «Jesus, son demonios estos!» (deutsch: „Jesus, da sind Gespenster!“) Der Coup gelang. Pierre le Grand segelte seine Prise unversehrt nach Frankreich und setzte sich als gemachter Mann zur Ruhe. Er kann als „Prototyp“ des Karibischen Piraten gelten.
Ungeklärt ist, ob es sich bei le Grand um eine historische Figur oder um eine Erfindung des Autors Alexander Exquemelin handelt, da es keine andere Quelle für seine Existenz gibt.